# Пункт за базиране – Варна
Военноморска база „Варна“ е създадена с княжески указ № 40 от 12 ноември 1897 г. (18 години след създаването на флот на Дунав).
С него се постановява формирането на Морска част с щаб във Варна. И преди тази дата военноморски флагове се веят над няколко съда, базирани в морския град, но получаването на построения в Бордо учебен крайцер „Надежда“ (1898 г.), включването във флота на 6-те миноносци – „Дръзки“, „Смели“, „Храбри“, „Строги“, „Летящи“ и „Шумни“ (1908 г.), както и някои други кораби, бележи важен етап в развитието на флота.
Бойното му кръщение през Балканската война превръща торпилирането на турския крайцер „Хамидие“ от миноносеца „Дръзки“ на 21 ноември 1912 г. в най-голямата българска морска победа. До излизането на България от Първата световна война във военния флот на Черно море, чиито приемник е днешната Военноморска база Варна, много неща се случват за пръв път – семафорно – наблюдателна служба, минно заграждение, монтиране на корабна радиостанция, подводно плаване, морски десант, използване на морска авиация, начало на миночистачната и противоподводна дейност. От „флотския район“ водят началото си Флотския арсенал, Морските специални школи, водолазното дело. Военните моряци дават жертви и на сухопътните фронтове.
Преживял най-тежкия си период от около 20 години след Ньойския договор, който всъщност го ликвидира, военният флот намира сили да участва активно във Втората световна война. До 1925 г. във Варна се базират новите стражеви кораби „Беломорец“ и „Черноморец“, четири ведети (катери) и учебния кораб „Асен“. В навечерието на войната във флотския район са доставени 3 торпедни катера тип „Люрсен“ и 4 – тип „Пауер“, 2 минни заградителя – „Дунав“ и „Свищов“ и 12 миночистачни катера, построени във флотския арсенал. В първата част на войната, като съюзник на Германия, флотът отбранява крайбрежието, минира акватории, охранява конвои и води борба с подводниците на противника. След включването на България в антихитлеристката коалиция от 1944 до 1948 г. военните моряци, предимно от базата, изпълняват важна военнополитическа и икономическа задача – водят борба с минната опасност на Черно море и Дунав. Унищожени са хиляди мини, преведени зад трал са десетки конвои, отново са дадени жертви. Един от най-отличилите се през войната кораби – миночистачът „Христо Ботев“, и днес е в състава на базата като спомагателен катер.
След войната Военноморска база Варна многократно получава кораби и техника предимно от бившия Съветски съюз, Полша, ГДР и от собствено производство. В нея служат най-големите бойни кораби – два ескадрени миноносеца, три стражеви кораба, една фрегата, корвети, миночистачи, торпедни катери, спомагателни кораби. Част от корабите, усвоявани в базата, след това попълват морските поделения в Бургас, Созопол и Балчик. В периода след 1950 г. във Варна се съсредоточават последователно 2 проекта торпедни катери, които през 1960-те години стават основата на съединението леки сили в Созопол.
Базата развива своята структура, усвоява нови задачи, формира кадри, усъвършенства военноморската наука. Хиляди млади хора се учат на мъжество, професионализъм и родолюбие. Един от тях – старшина I степен Димитър Димитров, на 4 март 1965 г. с цената на живота си спасява екипажа и кораба, на който служи, от гибел.
След първия командир на Морската част – французинът на българска служба капитан II ранг Пол Пишон, още 32 флотоводци са били начело на поделението. То дава на България повече от половината адмирали, получили това звание за цялата история на флота.
Най-големият кораб във флотската летопис – ескадреният миноносец „Георги Димитров“ за първи път през 1957 г. напуска пределите на Черно море, за първи път през 1966 г. поход в Средиземно море извършват стражевите кораби „Дръзки“ и „Смели“, а кораби от съединението многократно осъществяват бойна подготовка в отдалечени райони, участват в крупни национални и международни учения. С кораби от Черноморския флот на СССР са осъществени плавания на 8 обединени ескадри в Средиземно море (1980 – 1987) и 2 в Черно море (1988 и 1989).
Днес в състава на базата влизат щаб; патрулен, миночистачен и спомагателен дивизион; хидрорайон; свързочно и радиотехническо поделение; ремонтна работилница и други обслужващи поделения; брегова батарея; крайбрежни постове. Базата разполага с оперативен център, учебни кабинети, полигон за обучение на водолази, видеоцентър, киносалон, спортен комплекс.
Въпреки остаряването и съкращаването на корабния състав в сравнение с апогея му през 80-те години, и днес Военноморска база Варна е боеспособно поделение на флота, участва във всички учения от типа „Бриз“ и „Кооператив Партнър“ и двустранни учения с ВМС на черноморските държави, ежегодно нейни кораби плават в Средиземно море, изпълнява нови функции във взаимодействие с гражданските морски организации по морско спасяване, борбата с контрабандата и съдействие на граничните органи. От 2011 г. е Пункт за базиране в състава на Военноморска база Бургас (ВМБ-ВМС).

## Командири
- Капитан I ранг Атанас Шалапатов 1945 – 1946
- Иван Добрев – 1956 – 1958
- Димо Денев (1970-те години)
- Христо Контров (?)
- Петър Петров (1992 – 1994)
- Капитан I ранг Емил Люцканов (1 септември 1997 – 2001)
- Капитан I ранг Пламен Манушев (2001 – 2003)
- Капитан I ранг Румен Николов (2006 – 2009)
- Комодор Емил Ефтимов (2009 – 2011)
- Капитан І ранг Коста Андреев (2011 – 2012, изпълняващ длъжността)
- Капитан І ранг Тодор Йотов (2012 – 2014)
- Капитан І ранг Камен Кукуров (април 2014 – ноември 2014)
- Капитан І ранг Георги Георгиев (2014 – 13 ноември 2020)
- Капитан І ранг Тодор Богданов (13 ноември 2020 – 4 февруари 2022)
- Капитан І ранг Николай Николов, временно изпълняващ длъжността (4 февруари – 1 юли 2022 г.)
- Капитан І ранг Петър Димитров (1 юли 2022 – 2 декември 2023)
- Капитан І ранг Костадин Димитров, временно изпълняващ длъжността (2 декември 2023-2 септември 2024)
- Капитан I ранг Борислав Великов от 2 септември 2024